# Jurij Tiuleniew
Jurij Aleksandrowicz Tiuleniew, ros. Юрий Александрович Тюленев (ur. 20 czerwca 1965) – rosyjski hokeista.

## Kariera zawodnicza
- Dizelist Penza (1982-1986)
- Dynamo Charków (1985/1986)
- Dizelist Penza (1987-1988, 1891-1992)
- Nieftiechimik Niżniekamsk (1992-1993)
- Unia Oświęcim (1993-1994)
- Kominieft' Niżnyj Odies (1994-1995)
- Dizelist Penza (1995-1996, 1999-2000)

Wychowanek i wieloletni zawodnik klubu hokejowego w Penzie w latach 80. i 90.. Występował także w lidze polskiej w klubie Unia Oświęcim w sezonie 1993/1994.

## Sukcesy
Klubowe
- Złoty medal radzieckiej wyższej ligi: 1986 z Dynamem Charków
- Srebrny medal mistrzostw Polski: 1994 z Unią Oświęcim